# Baron Vescy
Baron Vescy (auch Vesci) war ein erblicher britischer Adelstitel, der dreimal als Barony by writ in der Peerage of England verliehen wurde.

## Verleihungen
Der Titel wurde erstmals am 24. Juni 1295 für den anglo-normannischen Adligen William de Vescy geschaffen, als dieser per Writ of Summons ins königliche Parlament berufen wurde. Da dessen einziger legitimer Sohn John de Vescy bereits vor ihm und ohne Söhne 1295 gestorben war, erlosch der Titel bei seinem Tod am 19. Juli 1297.
Der 1. Baron hinterließ allerdings einen unehelichen Sohn, Sir William de Vescy of Kildare. Dieser wurde am 8. Januar 1313 durch Writ of Summons ins königliche Parlament berufen, wodurch der Titel für ihn neu geschaffen wurde. Der Titel erlosch, als er am 24. Juni 1314 kinderlos in der Schlacht von Bannockburn fiel.
Ein drittes Mal wurde der Titel am 24. Januar 1449 für Sir Henry Bromflete neu geschaffen, indem dieser als Lord Vescy ins House of Lords berufen wurde. Er war in weiblicher Linie mit den Baronen der ersten und zweiten Verleihung verwandt. Der Titel erlosch bei seinem Tod am 16. Januar 1469.

## Liste der Barone Vescy

### Barone Vescy, erste Verleihung (1295)
- William de Vescy, 1. Baron Vescy (1245–1297)

### Barone Vescy, zweite Verleihung (1313)
- William de Vescy, 1. Baron Vescy († 1314)

### Barone Vescy, dritte Verleihung (1449)
- Henry Bromflete, 1. Baron Vescy (um 1412–1469)